# Meyliidae
Meyliidae é uma família de nematóides pertencentes à ordem Desmoscolecida.
Géneros:
- Boucherius Decraemer & Jensen, 1981
- Erebus Bussau
- Erebussau Bezerra, Pape, Hauquier e Vanreusel, 2021
- Gerlachius Andrássy, 1976
- Meylia Gerlach, 1956
- Noffsingeria Decraemer & Jensen, 1981